# Středoevropský pohár dorostu v orientačním běhu 2025
Středoevropský pohár dorostu v orientačním běhu 2025 (Central European Youth Orienteering Cup 2025) se uskuteční ve dnech 4.–6. dubna 2025 v okolí měst Rajecké Teplice a Kamenná Poruba, Slovenská republika. Akce je určena pro mladé orientační běžce z několika evropských zemí a nabízí příležitost k soutěžení, učení a setkávání. 

## Program Středoevropského poháru dorostu v orientačním běhu 2025
Závody proběhnou v různých terénech v okolí Rajeckých Teplic a Kamenné Poruby, poskytujících rozmanité výzvy pro mladé závodníky.
| Žilina Centrum Středoevropského poháru 2025 SLOVENSKO - ŽILINA | Datum         | Závod                | Místo konání    | Doprovodné akce |
| -------------------------------------------------------------- | ------------- | -------------------- | --------------- | --------------- |
| Žilina Centrum Středoevropského poháru 2025 SLOVENSKO - ŽILINA | 4. dubna 2025 | Štafety              | Rajecké Teplice |                 |
| Žilina Centrum Středoevropského poháru 2025 SLOVENSKO - ŽILINA | 5. dubna 2025 | Long (klasická trať) | Kamenná Poruba  |                 |
| Žilina Centrum Středoevropského poháru 2025 SLOVENSKO - ŽILINA | 6. dubna 2025 | Sprint               | Rajecké Teplice |                 |

## Štafety H,D16 a H,D18
| Zlatá medaile            | TSM OLK MSK 1. (Štěpán Holas, Mateusz Mokrosz, Jan Matoušek)             | 1:35:08 | –      | Zlatá medaile    | TSM Praha 2. (Carolina Mullis, Veronika Kolářová, Ela Lošťáková)         | 1:39:12 | –      |
| Stříbrná medaile         | TSM Valašsko (Prokop Mašláň, David Pekárek, Matouš Dittrich)             | 1:36:58 | +1:50  | Stříbrná medaile | Hungary Youth Team 1. (Sára Szakál-Biró, Katalin Braun, Zsófia Felfoldi) | 1:44:14 | +4:52  |
| Bronzová medaile         | Polsko 1. (Szymon Ladomirski, Adam Wisniewski, Antoni Pachnik)           | 1:44:16 | +9:08  | Bronzová medaile | Ukraine youth team 1. (Daria Sereda, Yuliia Likhtanska, Inna Ignatieva)  | 1:45:07 | +5:45  |
| 4.                       | Hungary Youth Team 1. (Norbert Nagy, Ádám Varsányi, Béla Barnabás Sugta) | 1:44:27 | +9:19  | 4.               | Polsko 1. (Katarzyna Szafarewicz, Anna Kozyczkowska, Antonina Roman)     | 1:46:08 | +6:46  |
| 5.                       | TSM Praha 2. (Adam Engel, Jonáš Etrych, Jan Elleder)                     | 1:52:00 | +16:52 | 5.               | Polsko 2. (Martyna Nikolajuk, Klaudia Marciniak, Oliwia Hetnar)          | 1:49:06 | +9:44  |
| 6.                       | CKH-hun (Lorinc Czovek, Rudolf Kuronya, Csego Horváth)                   | 1:56:14 | +21:06 | 6.               | HKS Azymut Mochy (Milena Mis, Amelia Bohne, Hanna Paterek)               | 1:57:40 | +18:18 |
| Oficiální výsledky (IOF) |                                                                          |         |        |                  |                                                                          |         |        |

| Zlatá medaile            | TSM Ještědská oblast (Jan Hyxa, Tomáš Drahoňovský, Ctibor Podrábský)     | 1:39:37 | –     | Zlatá medaile    | Ukraine youth team 1. (Iryna Klymeniuk, Olha Yenkalo, Yevheniia Oksiuchenko) | 1:40:40 | –      |
| Stříbrná medaile         | Polsko 1. (Stanislaw Drapella, Filip Wodzicki, Tomasz Rzenca)            | 1:43:55 | +4:18 | Stříbrná medaile | Polsko 1. (Antonina Mianowska, Maja Kula, Malgorzata Porzycz)                | 1:42:32 | +1:52  |
| Bronzová medaile         | Hungary Youth Team 1. (Gergely Bonifert, Márton Hegedus, Mihály Csoboth) | 1:43:59 | +4:22 | Bronzová medaile | Polsko 2. (Julia Biskupska, Antonina Slonska, Iga Mikula)                    | 1:43:07 | +2:27  |
| 4.                       | KOS TJ Tesla Brno 1. (Filip Schwab, Jan Urválek, Ondřej Štěpánek)        | 1:44:00 | +4:23 | 4.               | TSM Valašsko (Žofie Růžičková, Sabina Hubáčková, Barbora Strýčková)          | 1:43:16 | +2:36  |
| 5.                       | TSM Praha 2. (Jiří Zápotocký, Štěpán Tejkl, Patrik Sedláček)             | 1:44:11 | +4:34 | 5.               | TSM Praha 2. (Alžběta Vondráčková, Julie Hladíková, Eva Baldriánová)         | 1:47:55 | +7:15  |
| 6.                       | Hungary Youth Team 2. (Zoltán Sámuel Papp, Gergo Pintér, Vilmos Braun)   | 1:49:02 | +9:25 | 6.               | TSM OLK MSK 1. (Tereza Paulíčková, Johana Matoušková, Karolína Rychlá)       | 1:50:49 | +10:09 |
| Oficiální výsledky (IOF) |                                                                          |         |       |                  |                                                                              |         |        |

## Long
| - Traťové parametry: 6,270 m - 73 závodníků | - Traťové parametry: 6,270 m - 73 závodníků | - Traťové parametry: 6,270 m - 73 závodníků | - Traťové parametry: 6,270 m - 73 závodníků | - Traťové parametry: 5,110 m - 76 závodnic | - Traťové parametry: 5,110 m - 76 závodnic | - Traťové parametry: 5,110 m - 76 závodnic | - Traťové parametry: 5,110 m - 76 závodnic |
| Umístění                                    | Jméno                                       | Čas                                         | Ztráta                                      | Umístění                                   | Jméno                                      | Čas                                        | Ztráta                                     |
| Zlatá medaile                               | Matouš Dittrich                             | 42:51                                       | –                                           | Zlatá medaile                              | Žofie Růžičková                            | 42:51                                      | –                                          |
| Stříbrná medaile                            | Antoni Pachnik                              | 43:57                                       | +1:06                                       | Stříbrná medaile                           | Carolina Mullis                            | 44:01                                      | +1:10                                      |
| Bronzová medaile                            | David Pekárek                               | 45:49                                       | +2:58                                       | Bronzová medaile                           | Dora Delić                                 | 44:39                                      | +1:48                                      |
| 4.                                          | Štěpán Holas                                | 46:00                                       | +3:09                                       | 4.                                         | Sara Delić                                 | 45:28                                      | +2:37                                      |
| 5.                                          | Matěj Kutek                                 | 47:06                                       | +4:15                                       | 5.                                         | Matilda Tomášková                          | 45:42                                      | +2:51                                      |
| 6.                                          | Jonáš Etrych                                | 47:08                                       | +4:17                                       | 6.                                         | Sára Szakál-Biró                           | 46:41                                      | +3:50                                      |
| 7.                                          | Ádám Varsányi                               | 49:24                                       | +6:33                                       | 7.                                         | Ela Lošťáková                              | 46:43                                      | +3:52                                      |
| 8.                                          | Adam Engel                                  | 49:37                                       | +6:46                                       | 8.                                         | Anna Zábořilová                            | 46:46                                      | +3:55                                      |
| Oficiální výsledky (IOF)                    |                                             |                                             |                                             |                                            |                                            |                                            |                                            |

| - Traťové parametry: 7450 m - 58 závodníků | - Traťové parametry: 7450 m - 58 závodníků | - Traťové parametry: 7450 m - 58 závodníků | - Traťové parametry: 7450 m - 58 závodníků | - Traťové parametry: 6320 m - 45 závodnic | - Traťové parametry: 6320 m - 45 závodnic | - Traťové parametry: 6320 m - 45 závodnic | - Traťové parametry: 6320 m - 45 závodnic |
| Umístění                                   | Jméno                                      | Čas                                        | Ztráta                                     | Umístění                                  | Jméno                                     | Čas                                       | Ztráta                                    |
| Zlatá medaile                              | Mihály Csoboth                             | 52:05                                      | –                                          | Zlatá medaile                             | Julia Biskupska                           | 54:44                                     | –                                         |
| Stříbrná medaile                           | Patrik Sedláček                            | 53:25                                      | +1:20                                      | Stříbrná medaile                          | Eva Baldrianová                           | 55:14                                     | +0:30                                     |
| Bronzová medaile                           | Ctibor Podrábský                           | 53:49                                      | +1:44                                      | Bronzová medaile                          | Tereza Ester Kamenická                    | 56:51                                     | +2:07                                     |
| 4.                                         | Jan Hyxa                                   | 53:59                                      | +1:54                                      | 4.                                        | Barbora Stryčková                         | 56:51                                     | +2:07                                     |
| 5.                                         | Ondřej Štěpánek                            | 54:03                                      | +1:58                                      | 5.                                        | Tereza Paulíčková                         | 58:10                                     | +3:26                                     |
| 6.                                         | Filip Schwab                               | 55:27                                      | +3:22                                      | 6.                                        | Jaśmina Olejnik                           | 59:12                                     | +4:28                                     |
| 7.                                         | Tomasz Rzeźnic                             | 57:48                                      | +5:43                                      | 7.                                        | Brina Kölner                              | 1:00:55                                   | +6:11                                     |
| 8.                                         | Stanisław Drapella                         | 58:40                                      | +6:35                                      | 8.                                        | Nea Eržen                                 | 1:01:52                                   | +7:08                                     |
| Oficiální výsledky (IOF)                   |                                            |                                            |                                            |                                           |                                           |                                           |                                           |

## Sprint
| Traťové parametry: 3,060 m 71 závodníků | Traťové parametry: 3,060 m 71 závodníků | Traťové parametry: 3,060 m 71 závodníků | Traťové parametry: 3,060 m 71 závodníků | Traťové parametry: 2,760 m 75 závodnic | Traťové parametry: 2,760 m 75 závodnic | Traťové parametry: 2,760 m 75 závodnic | Traťové parametry: 2,760 m 75 závodnic |
| Umístění                                | Jméno                                   | Čas                                     | Ztráta                                  | Umístění                               | Jméno                                  | Čas                                    | Ztráta                                 |
| Zlatá medaile                           | Štěpán Holas                            | 13:21                                   | –                                       | Zlatá medaile                          | Sara Delić                             | 12:35                                  | –                                      |
| Stříbrná medaile                        | Vladyslav Zhukovskyi                    | 13:35                                   | +0:14                                   | Stříbrná medaile                       | Dora Delić                             | 13:01                                  | +0:26                                  |
| Bronzová medaile                        | Lukáš Bruk                              | 13:36                                   | +0:15                                   | Bronzová medaile                       | Žofie Růžičková                        | 13:47                                  | +1:12                                  |
| 4.                                      | Adam Engel                              | 13:48                                   | +0:27                                   | 4.                                     | Carolina Mullis                        | 13:52                                  | +1:17                                  |
| 5.                                      | Jonáš Etrych                            | 13:55                                   | +0:34                                   | 5.                                     | Anna Zábořilová                        | 13:59                                  | +1:24                                  |
| 6.                                      | David Pekárek                           | 14:14                                   | +0:53                                   | 6.                                     | Ela Lošťáková                          | 14:12                                  | +1:37                                  |
| 7.                                      | Béla Barnabás Sugta                     | 14:15                                   | +0:54                                   | 7.                                     | Stella Kranzler                        | 14:28                                  | +1:53                                  |
| 8.                                      | Matěj Kutek                             | 14:42                                   | +1:21                                   | 8.                                     | Zsófia Felföldi                        | 14:31                                  | +1:56                                  |
| Oficiální výsledky (IOF)                |                                         |                                         |                                         |                                        |                                        |                                        |                                        |

| Traťové parametry: 3,280 m 60 závodníků | Traťové parametry: 3,280 m 60 závodníků | Traťové parametry: 3,280 m 60 závodníků | Traťové parametry: 3,280 m 60 závodníků | Traťové parametry: 2,960 m 47 závodnic | Traťové parametry: 2,960 m 47 závodnic | Traťové parametry: 2,960 m 47 závodnic | Traťové parametry: 2,960 m 47 závodnic |
| Umístění                                | Jméno                                   | Čas                                     | Ztráta                                  | Umístění                               | Jméno                                  | Čas                                    | Ztráta                                 |
| Zlatá medaile                           | Tomasz Rzeńca                           | 12:50                                   | –                                       | Zlatá medaile                          | Iryna Klymeniuk                        | 15:13                                  | –                                      |
| Stříbrná medaile                        | Jiří Zápotocký                          | 12:50                                   | –                                       | Stříbrná medaile                       | Julia Biskupska                        | 15:18                                  | +0:05                                  |
| Bronzová medaile                        | Jan Hyxa                                | 13:26                                   | +0:36                                   | Bronzová medaile                       | Yevheniia Oksiuchenko                  | 15:24                                  | +0:11                                  |
| 4.                                      | Ondřej Štěpánek                         | 13:29                                   | +0:39                                   | 4.                                     | Tereza Pauličková                      | 15:25                                  | +0:12                                  |
| 5.                                      | Filip Wodzicki                          | 13:30                                   | +0:40                                   | 5.                                     | Maja Kula                              | 15:37                                  | +0:24                                  |
| 6.                                      | Artem Zhukovskyi                        | 13:30                                   | +0:40                                   | 6.                                     | Iga Mikuła                             | 15:38                                  | +0:25                                  |
| 7.                                      | Ctibor Podrábský                        | 13:32                                   | +0:42                                   | 6.                                     | Olha Yenkalo                           | 15:38                                  | +0:25                                  |
| 8.                                      | Maksym Barchuk                          | 13:39                                   | +0:49                                   | 8.                                     | Brina Kölner                           | 15:44                                  | +0:31                                  |
| Oficiální výsledky (IOF)                |                                         |                                         |                                         |                                        |                                        |                                        |                                        |

## Medailová klasifikace podle zemí
| Medailová klasifikace podle zemí (všechny disciplíny) | Medailová klasifikace podle zemí (všechny disciplíny) | Medailová klasifikace podle zemí (všechny disciplíny) | Medailová klasifikace podle zemí (všechny disciplíny) | Medailová klasifikace podle zemí (všechny disciplíny) | Medailová klasifikace podle zemí (všechny disciplíny) |
| Umístění                                              | Země                                                  | Zlato                                                 | Stříbro                                               | Bronz                                                 | Součet                                                |
| ----------------------------------------------------- | ----------------------------------------------------- | ----------------------------------------------------- | ----------------------------------------------------- | ----------------------------------------------------- | ----------------------------------------------------- |
| 1.                                                    | Česko                                                 | 6                                                     | 5                                                     | 6                                                     | 17                                                    |
| 2.                                                    | Polsko                                                | 2                                                     | 4                                                     | 2                                                     | 8                                                     |
| 3.                                                    | Ukrajina                                              | 2                                                     | 1                                                     | 2                                                     | 5                                                     |
| 4.                                                    | Maďarsko                                              | 1                                                     | 1                                                     | 1                                                     | 3                                                     |
| 4.                                                    | Chorvatsko                                            | 1                                                     | 1                                                     | 1                                                     | 3                                                     |